# Ploioderma cedri
Ploioderma cedri är en svampart som beskrevs av Suj. Singh, S.N. Khan & B.M. Misra 1987. Ploioderma cedri ingår i släktet Ploioderma och familjen Rhytismataceae.   Inga underarter finns listade i Catalogue of Life.